# سیارک ۱۹۵۲۳
سیارک ۱۹۵۲۳ (به انگلیسی: 19523 Paolofrisi، نامگذاری:1998YX3) نوزده هزار و پانصد و بیست و سومین سیارک کشف شده‌است که در ۱۸ دسامبر ۱۹۹۸ کشف شد.
قدر مطلق سیارک برابر ۱۹.۵ است.